# Sportåret 2013

## Händelser

### Alpin skidåkning
- 27 oktober – 4 mars: Världscupen
- 4-17 februari: Världsmästerskapen avgörs i Schladming i Österrike.

### Bandy
- 27 januari–3 februari: Ryssland vinner världsmästerskapet för herrar i Sverige och Norge genom att finalslå Sverige med 4-3. Kazakstan vinner bronskampen mot Finland med 6-3.[1]
- 16 mars – Sandvikens AIK blir svenska dammästare genom att besegra AIK med 4-2 i finalen på Friends Arena i Solna.[2]
- 17 mars – Hammarby IF blir svenska mästare genom att besegra Sandvikens AIK med 9-4 i finalen på Friends Arena i Solna.[3]
- 13 oktober – Dynamo Moskva, Ryssland vinner World Cup genom att besegra Dynamo Kazan, Ryssland med 3–0 i finalmatchen i Göransson Arena i Sandviken, Sverige.[4][5]

### Baseboll
- 30 oktober - American League-mästarna Boston Red Sox vinner World Series med 4-2 i matcher över National League-mästarna St. Louis Cardinals.[6]

### Basket
- 20 juni - Miami Heat vinner NBA-finalserien mot San Antonio Spurs med 4-3 i matcher.[7]
- 15–30 juni: Spanien vinner Europamästerkspet för damer i Frankrike, genom att finalslå Frankrike med 70-69.[8]
- 4–22 september: Frankrike vinner Europamästerkspet för herrar i Slovenien, genom att finalslå Litauen med 80-66.[9]

### Curling
- 16–24 mars: Skottland vinner världsmästerskapet för damer i Riga i Lettland.
- 30 mars–7 april: Sverige vinner världsmästerskapet för herrar i Victoria i British Columbia, Kanada.
- 22-30 november: Schweiz vinner Europamästerskapet för herrar i Stavanger i Norge.
- 22-30 november: Sverige vinner Europamästerskapet för damer i Stavanger Norge.

### Drakbåtspaddling

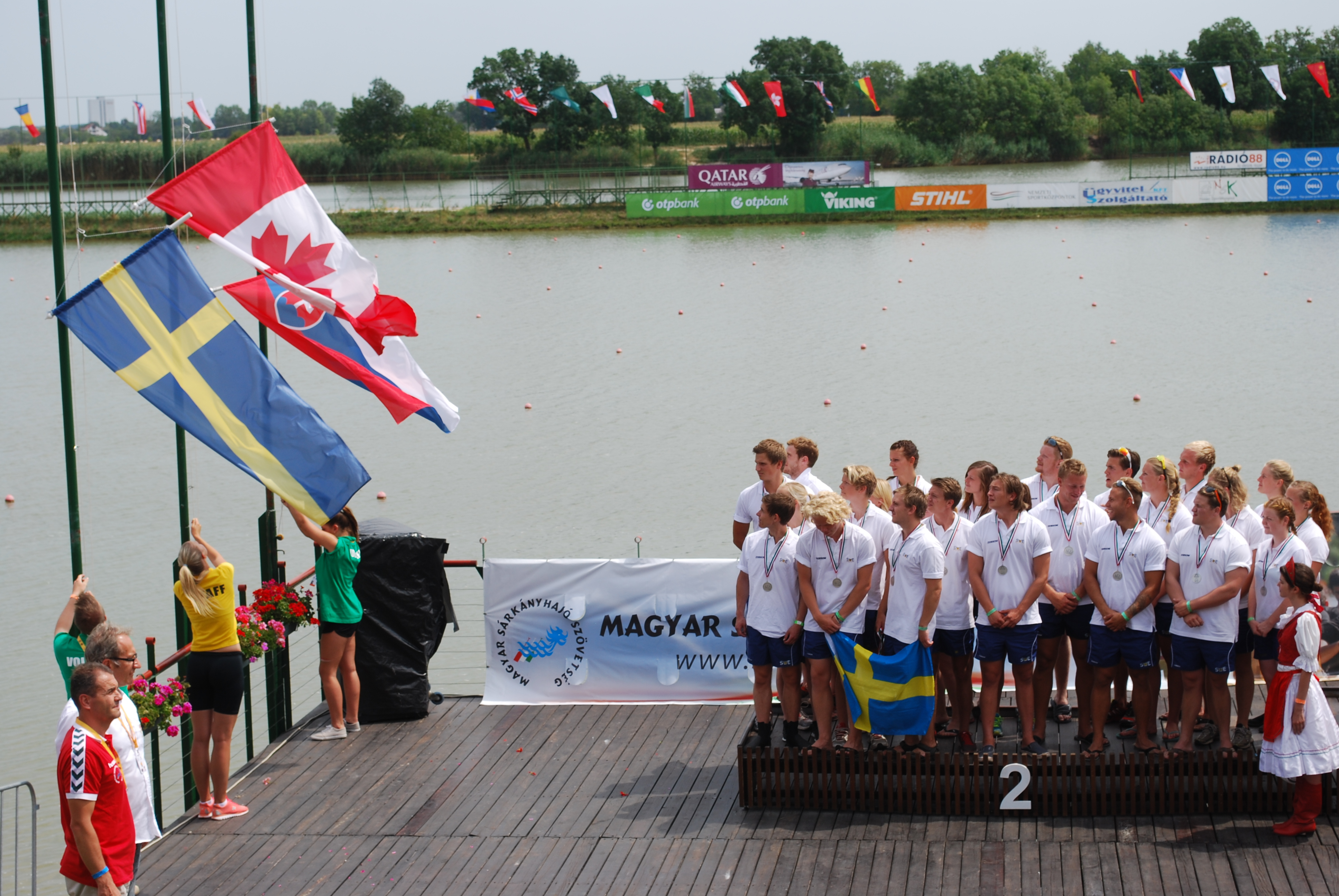
Ett sensationellt svenskt silver i U24-klassen på 1000 meter i 20manna mixed på drakbåts-VM 2013.

- Den 23-28 juli tog det svenska U24-landslaget silver på 1000 meter och brons på 500 meter i 20manna mixed på drakbåts-VM 2013. Gulden på alla distanser i mixed gick till det Kanadensiska drakbåtslandslaget. Dessa medaljer var de första VM-medaljerna som togs i 20manna-båt av ett svenskt lag sedan drakbåts-VM 1997 i Hongkong. I 10manna herr tog Sverige guld på 200 meter vilket var Sveriges första VM-guld i drakbåt före USA:s drakbåtslandslag som tog silver och Trinidad och Tobago som tog brons.

### Fotboll
- 5–18 januari: Förenade Arabemiraten vinner Gulf Cup of Nations i Bahrain före Irak och Kuwait.[10]
- 9 januari–3 februari: Colombia vinner Sydamerikanska U20-mästerskapet i Argentina före Paraguay och Uruguay.[11]
- 19 januari–10 februari: Nigeria vinner Afrikanska mästerskapet i Sydafrika före Burkina Faso och Mali.[12]
- 15 maj: Chelsea FC vinner finalen av UEFA Europa League på Amsterdam Arena i Amsterdam med 2-1 mot SL Benfica.[13]
- 19 maj: Sir Alex Ferguson avslutar sin tränarkarriär när Manchester United FC vinner Premier League.[14]
- 25 maj: VfL Wolfsburg vinner finalen av UEFA Women's Champions League på Stamford Bridge i London mot Olympique Lyonnais med 1-0.[15]

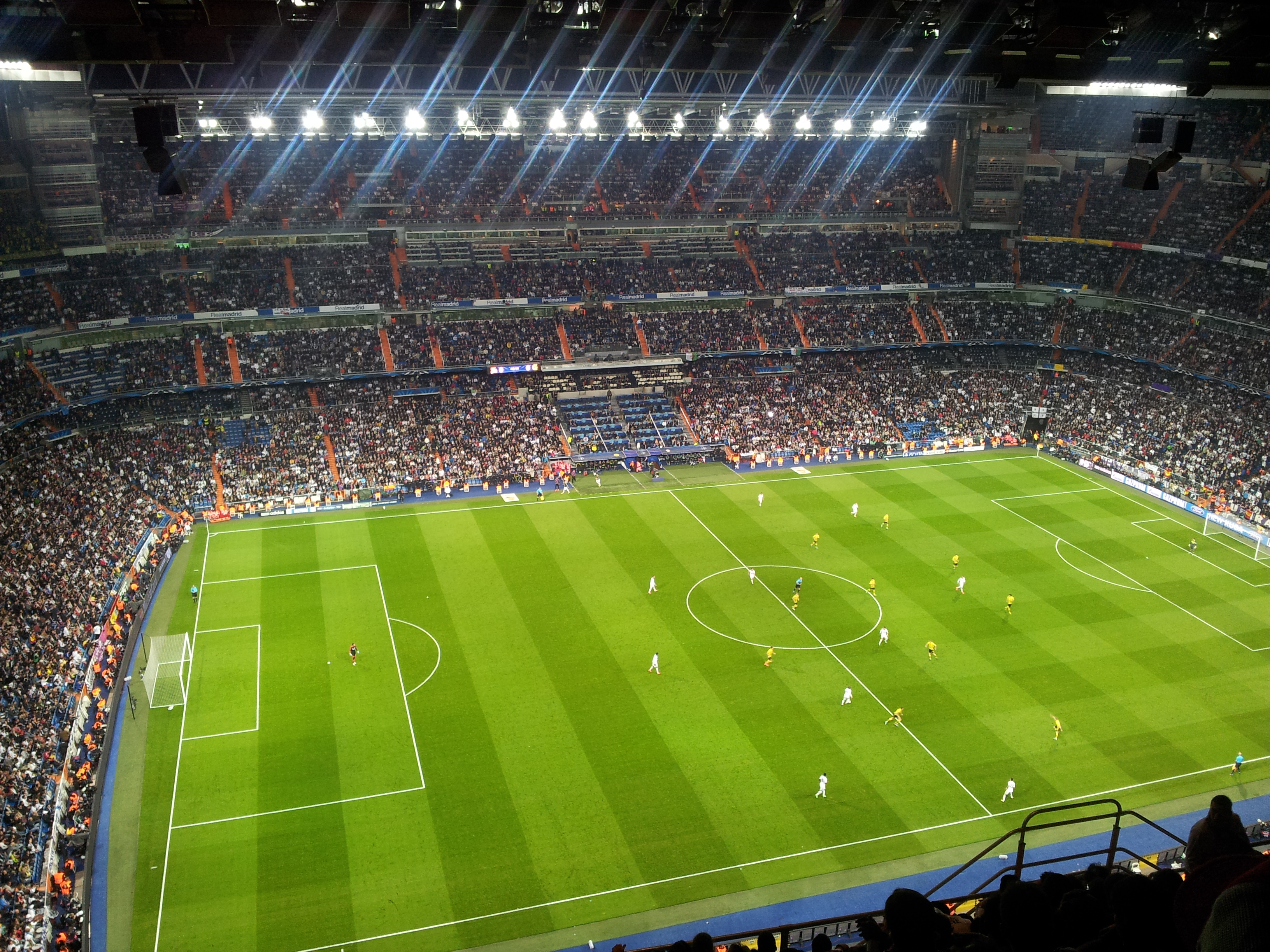
BV Borussia Dortmund slår ut Real Madrid under ett framgångsrikt år för tyska klubblag.

- 25 maj: FC Bayern vinner finalen av UEFA Champions League på Wembley Stadium i London mot BV Borussia Dortmund med 2-1.[16]
- 26 maj: IFK Göteborg vinner Svenska cupen genom att på Friends Arena i Solna finalslå Djurgårdens IF med 4-2, efter straffsparksavgörande efter 1-1 i ordinarie speltid och förlängning.
- 5–18 juni: Spanien vinner U21-Europamästerskapet genom att finalslå Italien med 4-2 i Jerusalem.[17]
- 15-30 juni - Brasilien vinner FIFA Confederations Cup i Brasilien genom att finalslå Spanien med 3-0.[18]
- 21 juni–13 juli: Frankrike vinner U20-världsmästerskapet i Turkiet före Uruguay och Ghana.[19]
- 7–28 juli: USA vinner CONCACAF Gold Cup genom att finalslå Panama med 1-0 i Chicago.[20]

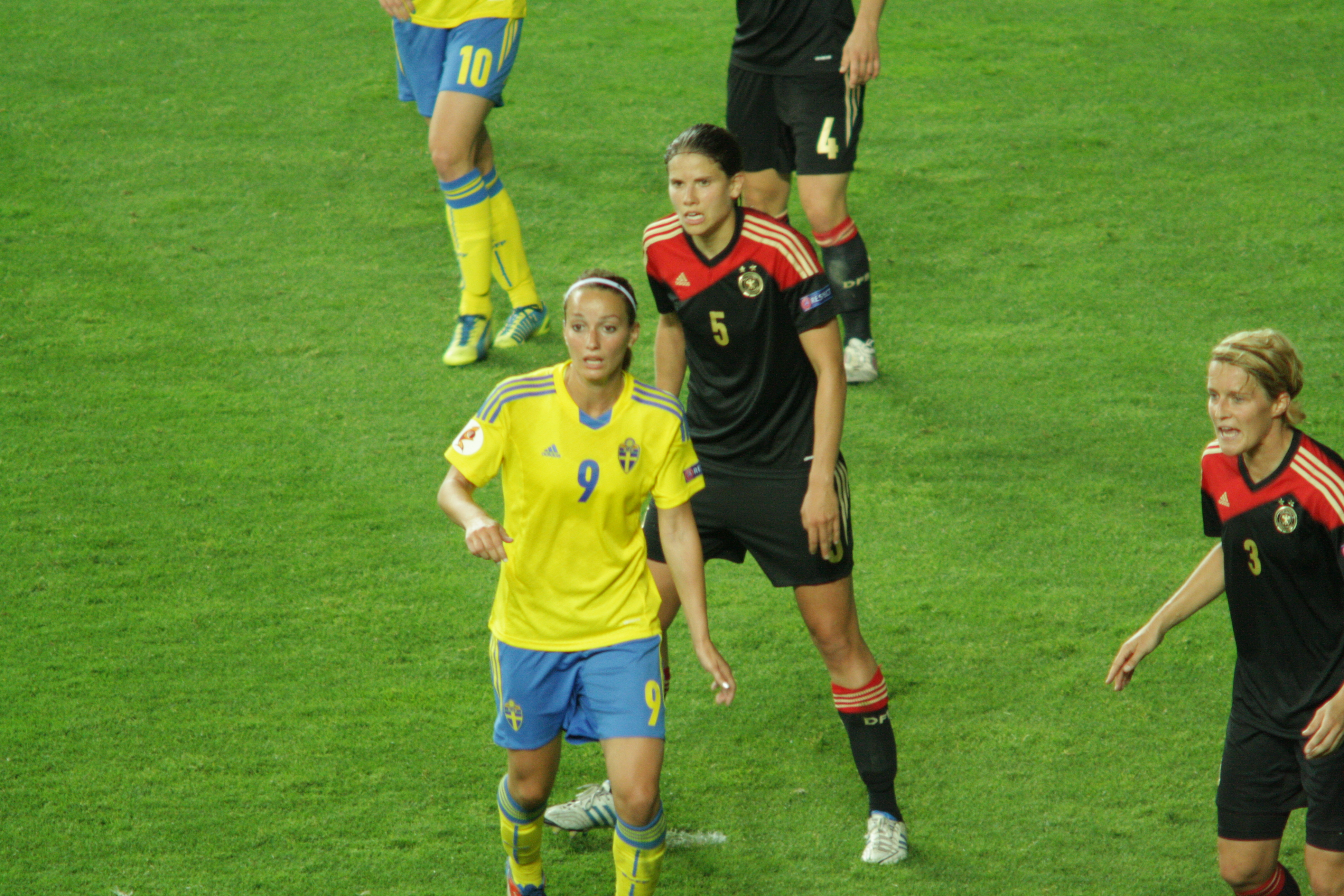
Sverige-Tyskland, damer

- 10–28 juli: Tyskland vinner Europamästerskapet för damer i Sverige genom att finalslå Norge med 1-0 i finalen på Friends Arena i Solna.[21]
- 30 augusti: FC Bayern vinner finalen av UEFA Super Cup i Prag mot Chelsea FC med 5-4 på straffar efter 2-2 i ordinarie tid och förlängning.[22]
- 17 oktober–12 november: Nigeria vinner U17-världsmästerskapet i Förenade Arabemiraten före Mexiko och Sverige.[23]
- 11–21 december: FC Bayern vinner världsmästerskapet för klubblag i Marocko genom att finalslå Raja Casablanca med 2-0.[24]

### Friidrott
- 1-3 mars - Europeiska inomhusmästerskapen avgörs i Göteborg i Sverige.
- 10-18 augusti - Världsmästerskapen avgörs i Moskva i Ryssland.

### Handboll
- 11–27 januari: Spanien vinner världsmästerskapet för herrar i Spanien före Danmark och Kroatien.[25]
- 7-22 december - Brasilien vinner världsmästerskapet för damer i Serbien före Serbien och Danmark.[26]

### Innebandy
- 13 april
  - IBF Falun blir svenska herrmästare efter finalseger mot IBK Dalen med 5-2 i Malmö Arena.[27]
  - Rönnby IBK blir svenska dammästare efter finalseger mot IKSU med 4-3 i Malmö Arena.[28]
- 7–15 december: Världsmästerskapet för damer spelas i Brno och Ostrava, Tjeckien. Sverige vinner turneringen efter finalseger, 5-1, över Finland medan Schweiz slår Tjeckien med 4-3 efter förlängning i bronsmatchen.[29]

### Ishockey

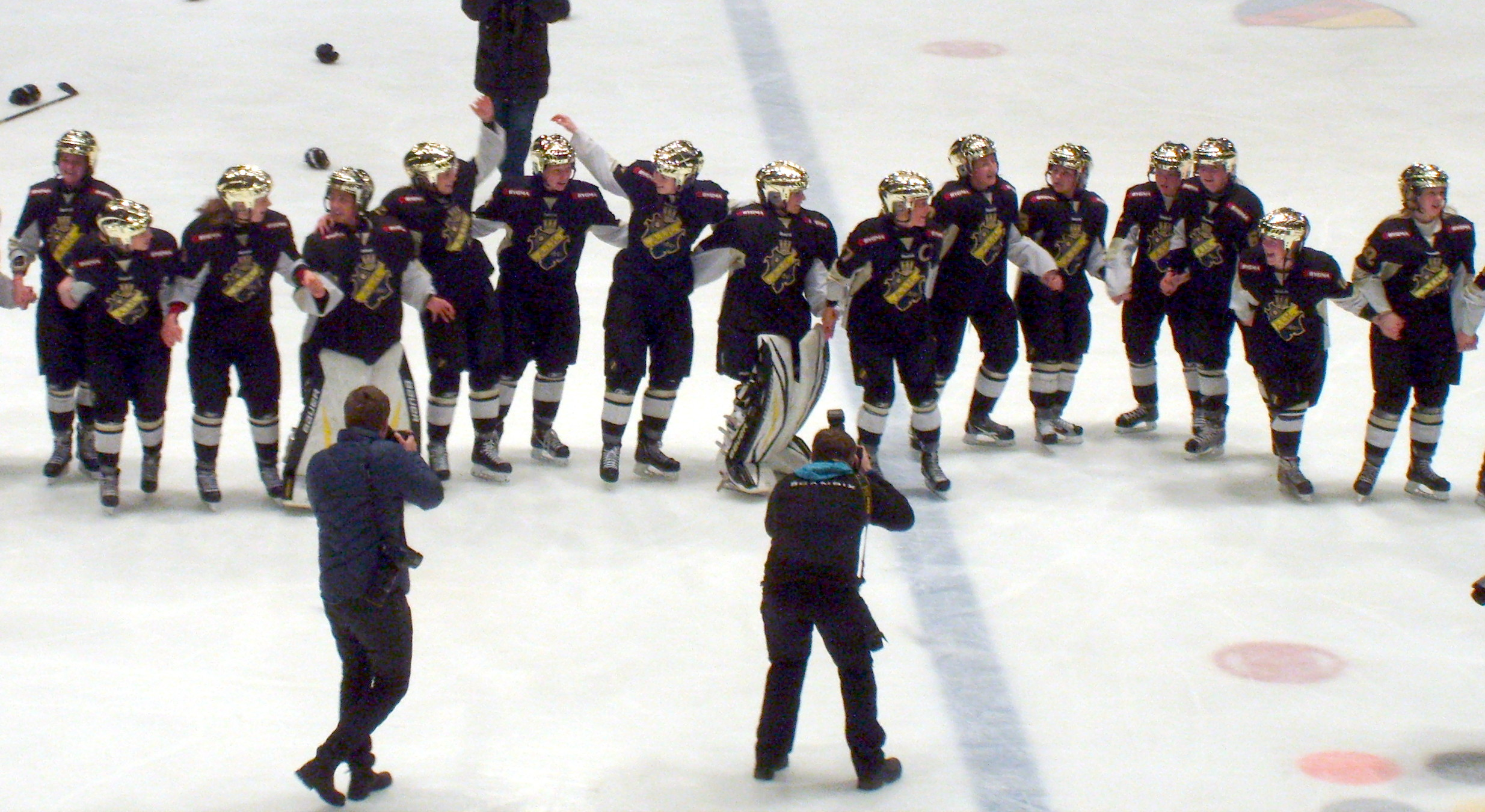
AIK:s damer firar SM-guldet.

- 26 december 2012–5 januari: USA vinner Juniorvärldsmästerskapet för herrar i Ufa, Ryssland före Sverige och Ryssland.[30]
- 26 december 2012–5 januari: Kanada vinner U18-världsmästerskapet för damer i Heinola och Vierumäki, Finland före USA och Sverige.
- 2–9 april: USA vinner världsmästerskapet för damer i Ottawa i Ontario i Kanada genom att finalslå Kanada med 3-2 medan Ryssland slutar på tredje plats genom att besegra Finland med 2-0 i tredjeprismatchen.[31]
- 31 mars – AIK blir svenska dammästare efter att ha finalbesegrat Brynäs IF med 2-1 på Hovet.[32]
- 18 april – Skellefteå AIK blir svenska herrmästare efter att ha besegrat Luleå HF med 4-0 i matcher i finalserien.[33]

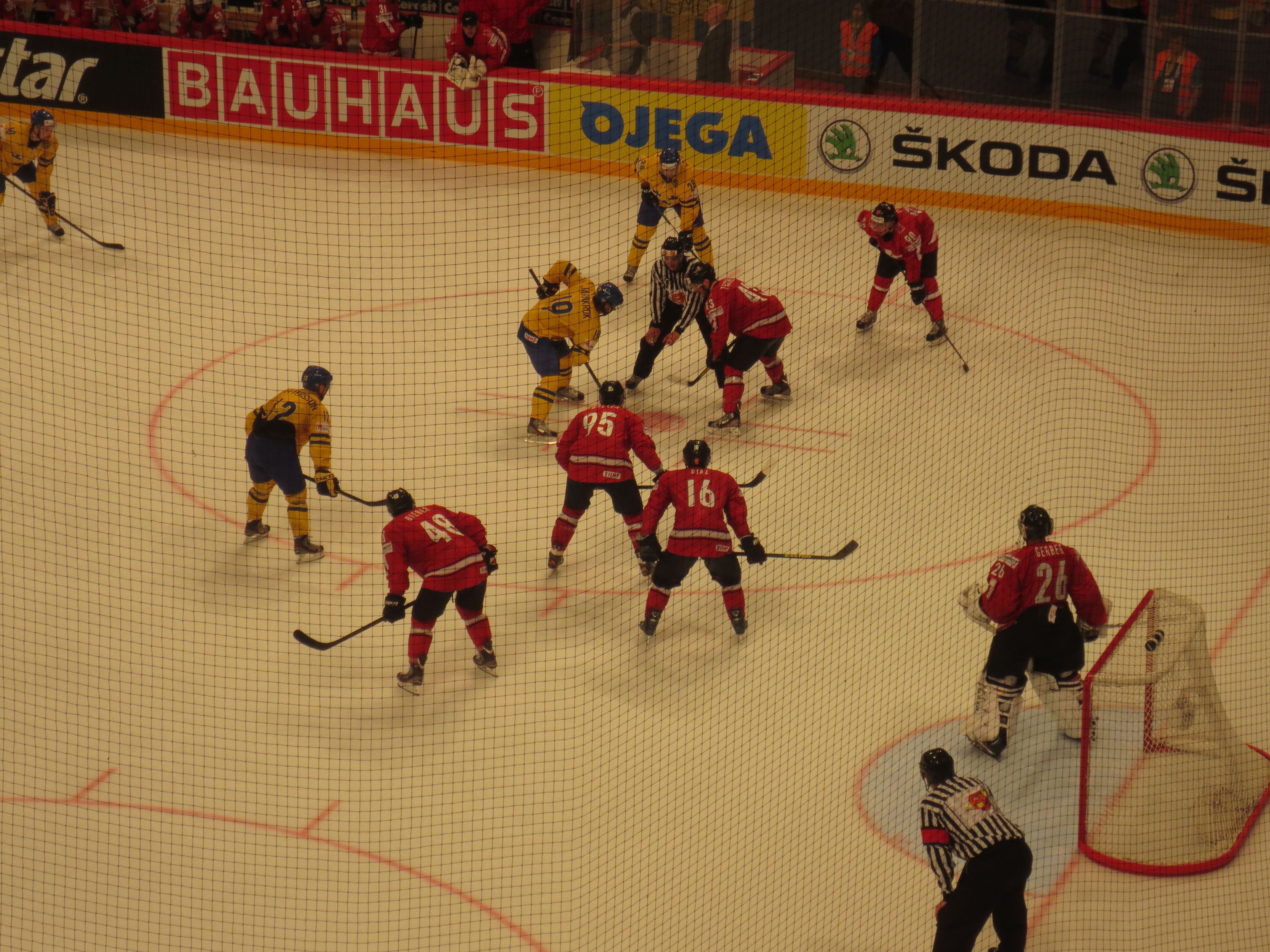
Sverige–Schweiz vid herrarnas världsmästerskap i Sverige.

- 3–19 maj: Världsmästerskapet för herrar spelas i Stockholm, Sverige och Helsingfors, Finland,. Turneringen vinns av Sverige, som finalslår Schweiz med 5-1, medan USA besegrar Finland i matchen om tredje pris.[34]
- 17 juni: Det beslutas att svenska Elitserien byter namn till SHL från säsongen 2013/2014.[35]
- 24 juni – Chicago Blackhawks vinner Stanley Cup genom att bortabesegra Boston Bruins med 3-2, och därmed totalt vinna finalserien med 4-2 i matcher.[36]
- 22 december – JYP från Finland vinner European Trophy i Berlin genom att vinna finalen mot Färjestads BK från Sverige med 2-1.[37]

### Motorsport
- 23 juni – Tom Kristensen, Allan McNish och Loïc Duval vinner Le Mans 24-timmars med en Audi R18 e-tron quattro.

### Nordisk skidsport
- 24 november – 16 mars: Världscupen i nordisk kombination
- 24 november – 23 mars: Världscupen i backhoppning
- 24 november – 24 mars: Världscupen i längdskidor
- 29 december – 6 januari: Gregor Schlierenzauer, Österrike vinner Tysk-österrikiska backhopparveckan före Anders Jacobsen, Norge och Tom Hilde, Norge.
- 29 december – 6 januari: Tour de Ski avgörs i Tyskland, Schweiz och Italien. Aleksandr Ljogkov, Ryssland vinner herrklassen före Dario Cologna, Schweiz och Maksim Vylegzjanin, Ryssland medan Justyna Kowalczyk, Polen vinner damklassen före Therese Johaug, Norge och Kristin Størmer Steira, Norge.
- 20 februari-3 mars - Världsmästerskapen avgörs i Val di Fiemme i Italien.
- 3 mars - Vasaloppet avgörs i Sverige. Jørgen Aukland, Norge vinner herrklassen medan Laila Kveli, Norge vinner damklassen.[38]

### Orientering
- 4-5 maj: 10-mila avgjordes i Gällöfsta, Upplands-Bro kommun. Kalevan Rasti vinner herrkaveln, Domnarvets GoIF vinner damkaveln och Helsingin Suunnistajat vinner ungdomskaveln.
- 15 juni: Jukolakavlen avgjordes. Kalevan Rasti vinner.
- 6-14 juli: Världsmästerskapen i orientering 2013 avgörs i finska Vuokatti. Sverige vinner 3 brons och 4 silver.
- 21-26 juli: O-Ringen 2013 avgörs i Boden. 12.970 personer deltar. Tove Alexandersson vinner damernas elittävling och Thierry Gueorgiou vinner herr-eliten.
- 12 oktober: 25-manna avgjordes i Brunna, Upplands-Bro kommun. Halden SK vinner efter att OK Linne diskades.

### Simning
- 9 juli: Anna-Carin Nordin fullbordar "Oceans Seven" som förste svensk och kvinna med simning över Nordkanalen, 14 timmar, 21 minuter

### Skidskytte
- 7-17 februari - Världsmästerskapen avgörs i Nové Město na Moravě i Tjeckien.

### Tennis
- 3 november - Italien vinner Fed Cup genom att finalbesegra Ryssland med 4-0 vid TC Cagliari i Cagliari.
- 17 november - Tjeckien vinner Davis Cup genom att finalbesegra Serbien med 3-2 i Kombank arena i Belgrad.

### Volleyboll
- 6–14 september: Ryssland vinner Europamästerkspet för damer, som spelas i Tyskland och Schweiz, genom att finalslå Tyskland med 3-1 i set.[39]
- 20–29 september: Ryssland vinner Europamästerkspet för herrar, som spelas i Danmark och Polen, genom att finalslå Italien med 3-1 i set.[40]

## Avlidna
- 10 januari – Cacka Israelsson, 83, svensk friidrottare och sångare
- 16 januari – Noé Hernández, 34, mexikansk friidrottare
- 20 april – Magnus Olsson, 64, svensk havskappseglare
- 2 maj – Ivan Turina, 32, kroatisk fotbollsmålvakt
- 6 juni – Esther Williams, 91, amerikansk simmare och skådespelare
- 22 juni – Allan Simonsen, 34, dansk racerförare
- 18 september – Ken Norton, 70, amerikansk tungviktsboxare, världsmästare 1977–1978
- 29 oktober - João Rodrigo, 35, brasiliansk fotbollsspelare (mördad)[41]
- 5 december – Queen L., 27, svensk travhäst
- 21 december – Ina Scot, 24, svensk travhäst [42]
- 30 december – Eero Mäntyranta, 76, finländsk längdskidåkare.